# Скрипник Марія Василівна
Марія Василівна Скрипник народилася 6 травня 1956, с. Киселів, Кіцманський район, Чернівецька область, Українська РСР) — українська акторка, сценарист, режисер, державний службовець, театральний діяч, заслужена артистка України (1999). Кавалерка ордена княгині Ольги IІI ступеня (2007).

## Життєпис
Народилася 6 травня 1956, с. Киселів Кіцманського району Чернівецької області.
У 1973 році закінчила Киселівську середню школу.
У 1976 році ― режисерський факультет Чернівецького культурно-освітнього училища.
У 1980 ― акторський факультет Харківського інституту мистецтв ім. І. П. Котляревського (Харківський національний університет мистецтв імені І. П. Котляревського).
У серпні 1980 року прийнята на роботу у Вінницький обласний український музично-драматичний театр ім. М. Садовського (нині Вінницький обласний академічний український музично-драматичний театр імені М. К. Садовського) на посаду актриси.
У період з грудня 2000 по квітень 2008 року працювала у Вінницькій міській раді начальником управління культури.
Упродовж травня 2008 ― березня 2015 року ― начальником управління культури і туризму Вінницької обласної державної адміністрації.
З 2015 року і донині ― заступник директора Вінницького обласного академічного українського музично-драматичного театру ім. М. Садовського.
Скрипник М. В. приділяла значну увагу розвитку професійного мистецтва та народної творчості.

## Театральні роботи
За 20 років роботи в театрі зіграла майже 60 ролей, у тому числі головних.

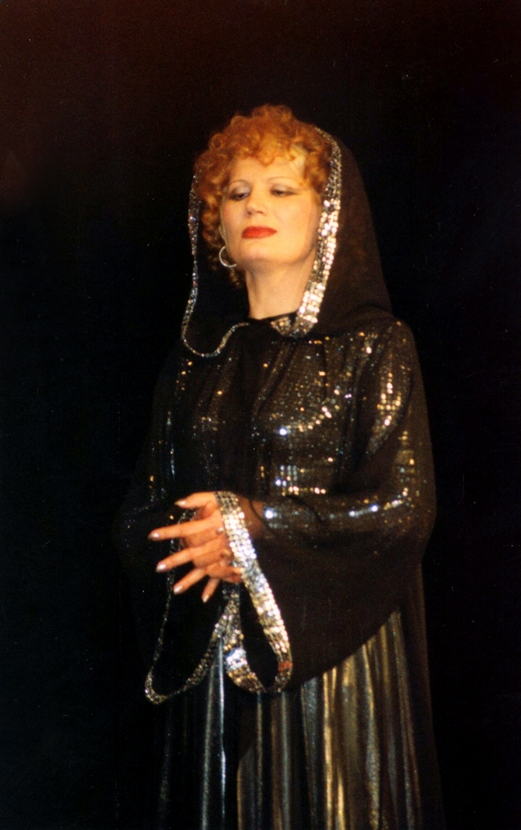
Донна Анна у виставі за п'єсою Лесі Українки «Камінний господар»

Найяскравішими були: донна Анна за п'єсою Лесі Українки «Камінний господар», Віра Миколаївна у п'єсі С. Альошина «Домашнє вогнище», Таня за п'єсою Н. Птушкіної «Любов при свічках», Леді Мілфорд Ф. Шіллера «Підступність і кохання», міс Кейсуел А. Крісті «Мишоловка» та ін.
Сценарист та ведуча ювілейних вечорів, бенефісів, презентацій і музичних концертів, зокрема: «Свято душі», «Музико, не покинь мене», «Вечір старовинного романсу».

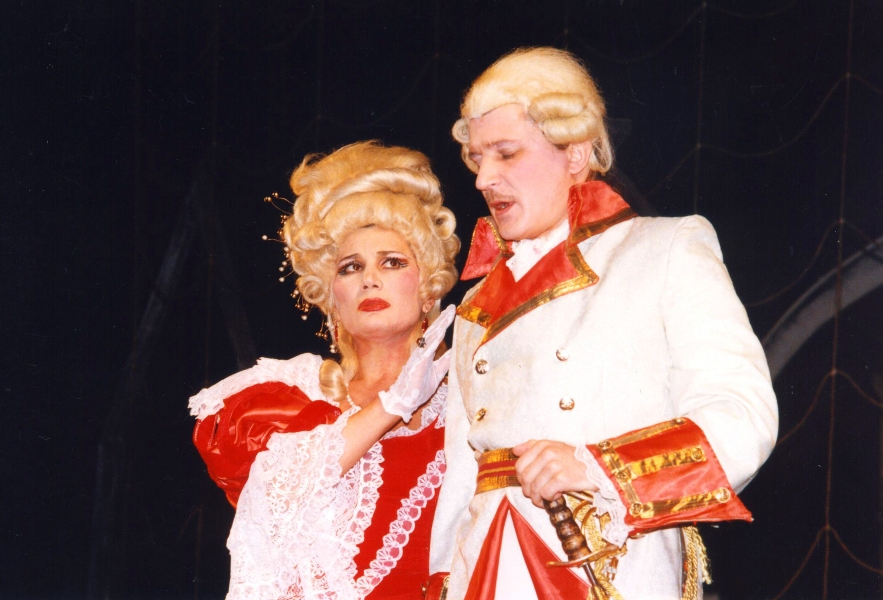
У ролі леді Мільфорд за п'єсою Шиллера «Підступність і кохання», партнер — Валерій Шалига

## Культурно-мистецькі проєкти
Автор понад 500 сценаріїв та режисер-постановник десятків культурно-мистецьких проєктів, серед них: «В моєму серці Вінниця», «Покровитель культури», «Вінничанин року», фестиваль «Ми за Україну духовну», «Скарби Поділля», «Вишивана доля Вінниччини», «Різдвяне диво», фестиваль творчих колективів національних меншин та етнічних груп «Подільські барви». Співавтор та ведуча творчих звітів Вінницької області на сцені Національного палацу мистецтв «Україна» в м. Київ, зокрема: «Подільське гроно калинове» (1999), «Тобі, Україно, щедрує Поділля» (2001), «Краса України Поділля» (2003), режисер-постановник творчого звіту Вінницької області «Благословенна земля моя, Вінниччина» (2009 р.).

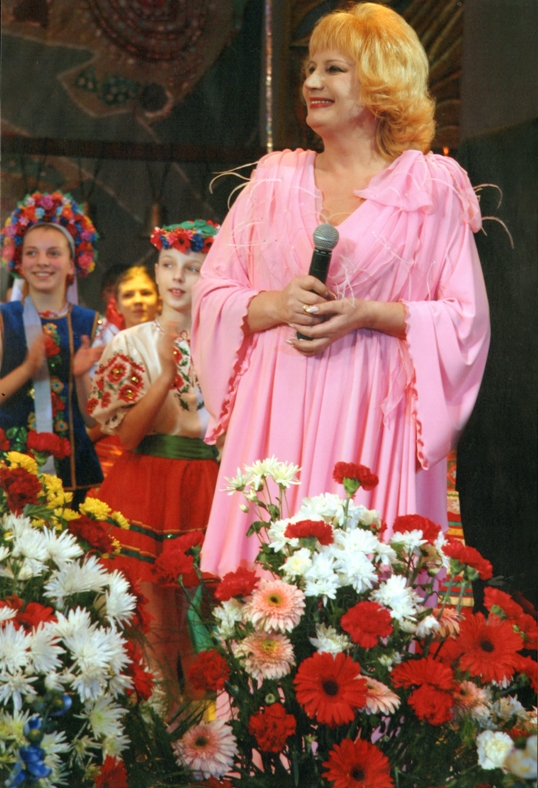
Натхненна мистецтвом (ведуча культурно-мистецьких заходів)

У рамках Всеукраїнської акції «Мистецтво одного села» в Національному музеї літератури України презентовано народне мистецтво сіл: Крищинці Тульчинського та Андрушівка Погребищенського (нині Вінницького) району.
Під її керівництвом реалізовано низку міжнародних та всеукраїнських культурно-мистецьких заходів, серед них: міжнародні фестивалі класичного мистецтва ім. П. І. Чайковського та Н. Ф. фон Мекк, театрів ляльок «Подільська лялька», дитячої творчості «Музична парасолька», літературно-мистецьке свято «Русалка Дністрова», всеукраїнські свята: сатири і гумору ім. С. В. Руданського, «Великодня писанка», «Українська витинанка», пленер скульпторів-каменотесів «Подільський оберіг». Проведено цикл заходів до 1025-річчя хрещення Київської Русі та 1000-річчя Свято-Усікновенського Лядовського скельного чоловічого монастиря, фестиваль «Усі ми діти твої, Україно».
Керівник відеопроєктів «Сім чудес Вінниччини», «21 перлина», «Мистецтво одного села». Автор ідеї та голова редакційної колегії альбому «Вінниччина туристична» (2014).

## Нагороди та відзнаки
- Заслужена артистка України (13 травня 1999) — За особистий  внесок у розвиток культури і мистецтва,  вагомі творчі здобутки[1].
- Орден княгині Ольги III ст. (22 червня 2007) — за вагомий особистий внесок у розвиток конституційних засад української державності, багаторічну сумлінну працю, високий професіоналізм та з нагоди Дня Конституції України[2]